# Kulturbrauerei

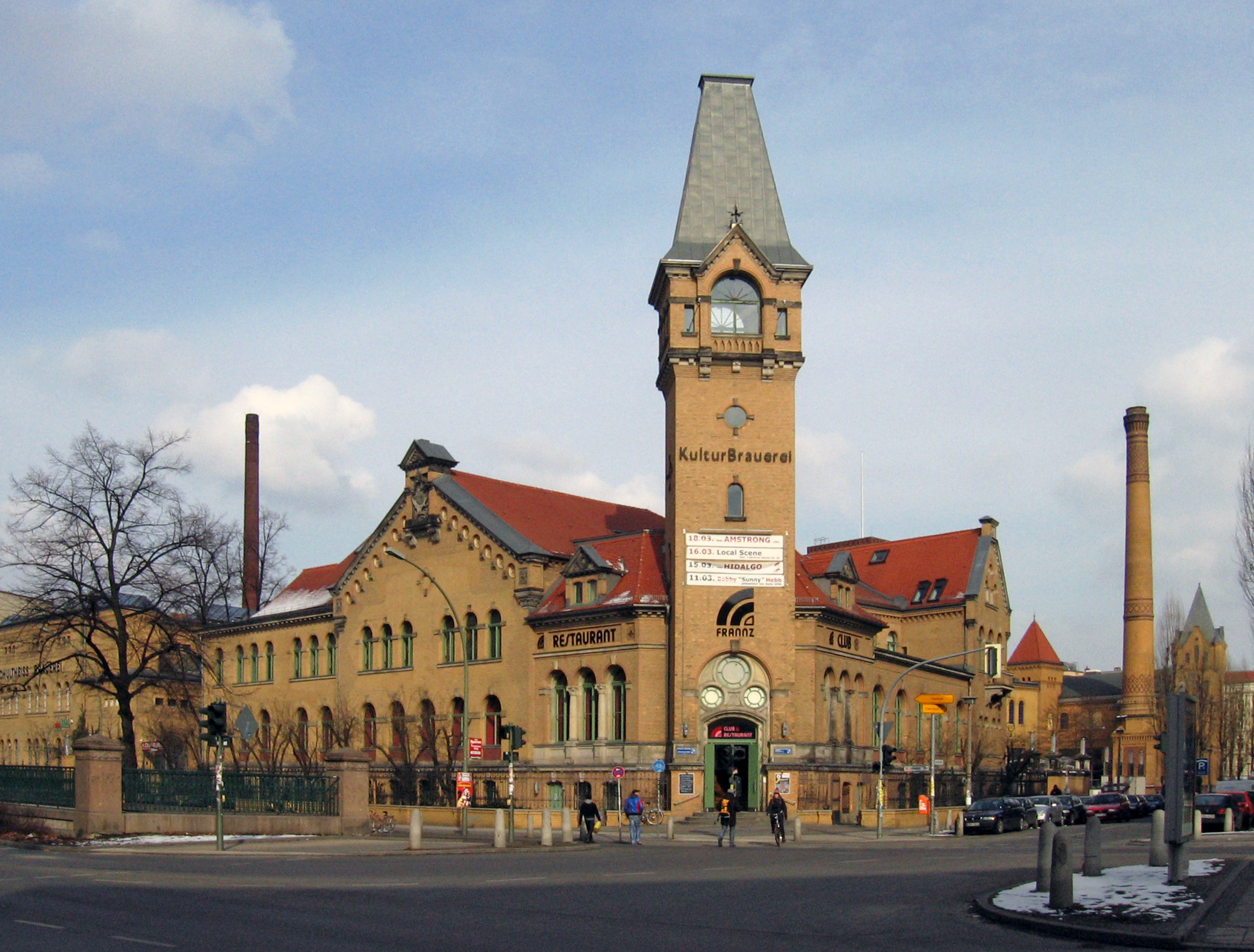
Kulturbrauerei.

Kulturbrauerei är ett område i stadsdelen Prenzlauer Berg i Berlin som tidigare var ett Schultheissbryggeri och numera är ett populärt kultur- och nöjescentrum. Bryggeriverksamheten upphörde 1967.
Tomten på Schönhauser Allee 36/39 köptes redan av Schultheiss grundare Prell 1842 och var då plats för Wagner'scher Lagerkeller. Jobst Schultheiss sålde verksamheten redan 1864 till köpmannen Adolph Roesicke och överlät verksamheten till sin son Richard Roesicke (1845-1903). Richard Roesicke var den som byggt ut bryggeriet till att bli en av de största bryggerikoncernerna. Denne sålde den ursprungliga verksamheten i innerstaden och byggde ut verksamheten i Prenzlauer Berg. 1872 flyttade man in i de nya lokalerna som än idag finns kvar på platsen.